# Морынь (гмина)
Морынь (пол. Moryń) — гмина (волость) в Польше, входит как административная единица в Грыфинский повет, Западно-Поморское воеводство. Население — 4317 человек (на 2005 год).